# 4989 Джоґолдштейн
4989 Джоґолдштейн (4989 Joegoldstein) — астероїд головного поясу, відкритий 28 лютого 1981 року.
Тіссеранів параметр щодо Юпітера — 3,373.